# Cúa
|  | Per a altres significats, vegeu «riu Cúa». |

Cúa és la capital del municipi Urdaneta de l'Estat de Miranda de Veneçuela. Coneguda com «la Perla del Tuy», la ciutat és a l'àrea de la Gran Caracas coneguda como los Valles del Tuy. L'alcaldessa és Adyaniz Noguera del Partit Socialista Unit de Veneçuela (PSUV), electa el 8 de desembre de 2013 per al període 2013-2017. El terme Cúa, segons alguns historiadors està associat amb Apacuana, guerrera indígena que va habitar aquestes terres, i que va lluitar feroçment contra els espanyols. Altres opinen que aquest nom va ser donat a la població en honor de l'aborigen Cue, aliat dels espanyols, qui va ajudar generosament en la fundació i consolidació del poble.
La ciutat en estar tan propera a altres poblacions del Tuy mitjà, compta fàcilment amb clubs campestres ubicats a La Mata i altres en Ocumare del Tuy i Charallave; a més compta amb el poblat de la Magdalena, lloc turístic i zona de desenvolupament endogen, ubicat a la part més alta del municipi. La més rellevant és el Santuari de la Virgen de Betania, a cinc minuts de Cúa, en la via de les planes que va cap a San Casimiro. També a la Ciutat hi ha la Casa Natal del General Ezequiel Zamora. Té diversos centres comercials de mitjana importància com El Colonial, Charlesville, Sorasisol, La Gruta, i Betánia, el qual està actualment en construcció. També destaquen ambients naturals com La cova Ña Plàcida a La Magdalena i el turó (cerro) el Marín. Les activitats culturals estan lligades directament a les religioses, com el són la celebració de la patrona de Cúa la Verge del Roser els dies 6 i 7 d'octubre de cada any, dia de la fundació; els toros coleados; el Dia de la Raça; els tambors de Sant Joan, entre d'altres.
| Mes                                                            | gen         | febr        | març        | abr         | maig        | juny        | jul         | ag          | set         | oct         | nov         | des         | anual         |
| -------------------------------------------------------------- | ----------- | ----------- | ----------- | ----------- | ----------- | ----------- | ----------- | ----------- | ----------- | ----------- | ----------- | ----------- | ------------- |
| Màxima mitjana °C (°F)                                         | 30.8 (87.4) | 32.0 (89.6) | 33.4 (92.1) | 34.3 (93.7) | 33.6 (92.5) | 32.1 (89.8) | 31.4 (88.5) | 31.9 (89.4) | 32.7 (90.9) | 32.8 (91)   | 32.3 (90.1) | 30.8 (87.4) | 32.34 (90.2)  |
| Mitjana diària °C (°F)                                         | 24.7 (76.5) | 25.5 (77.9) | 26.8 (80.2) | 27.9 (82.2) | 27.9 (82.2) | 27.0 (80.6) | 26.4 (79.5) | 26.5 (79.7) | 27.0 (80.6) | 27.0 (80.6) | 26.6 (79.9) | 25.2 (77.4) | 26.54 (79.78) |
| Mínima mitjana °C (°F)                                         | 18.6 (65.5) | 19.0 (66.2) | 20.1 (68.2) | 21.5 (70.7) | 22.2 (72)   | 22.0 (71.6) | 21.4 (70.5) | 21.2 (70.2) | 21.3 (70.3) | 21.2 (70.2) | 20.8 (69.4) | 19.5 (67.1) | 20.73 (69.33) |
| Humitat relativa mitjana (%)                                   | 68.8        | 68.1        | 65.9        | 66.3        | 68.7        | 70.9        | 72.3        | 71.5        | 69.7        | 69.6        | 70.4        | 69.5        | 69.31         |
| Font: Instituto Nacional de Meteorología e Hidrología (INAMEH) |             |             |             |             |             |             |             |             |             |             |             |             |               |

## Personatges notables
- Cristóbal Rojas, pintor
- Ezequiel Zamora, heroi de la Guerra Federal

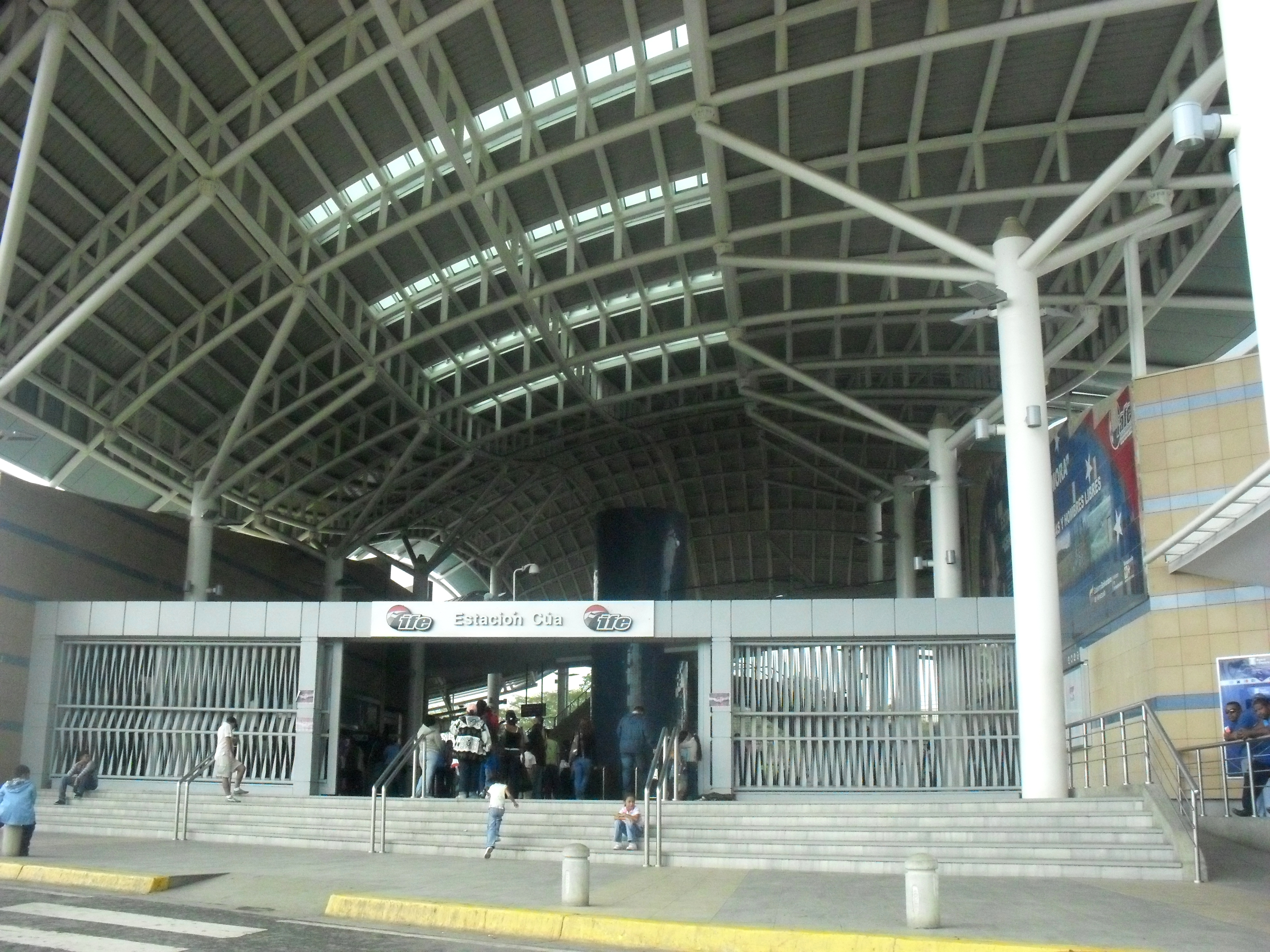
Vista de la Estación Cúa, del Ferrocarril Caracas-Cua
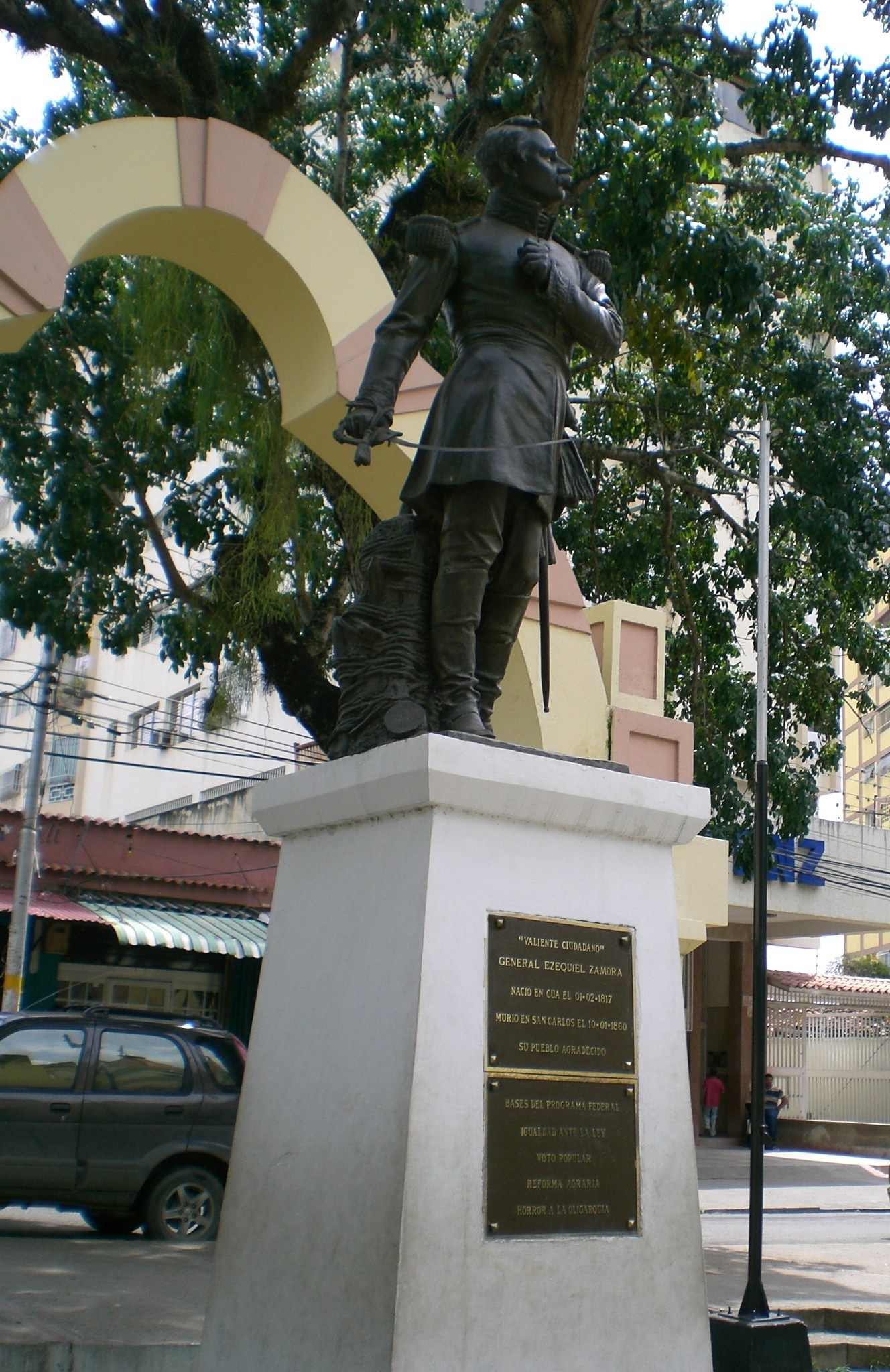
Estatua de Ezequiel Zamora en la plaza del mismo nombre
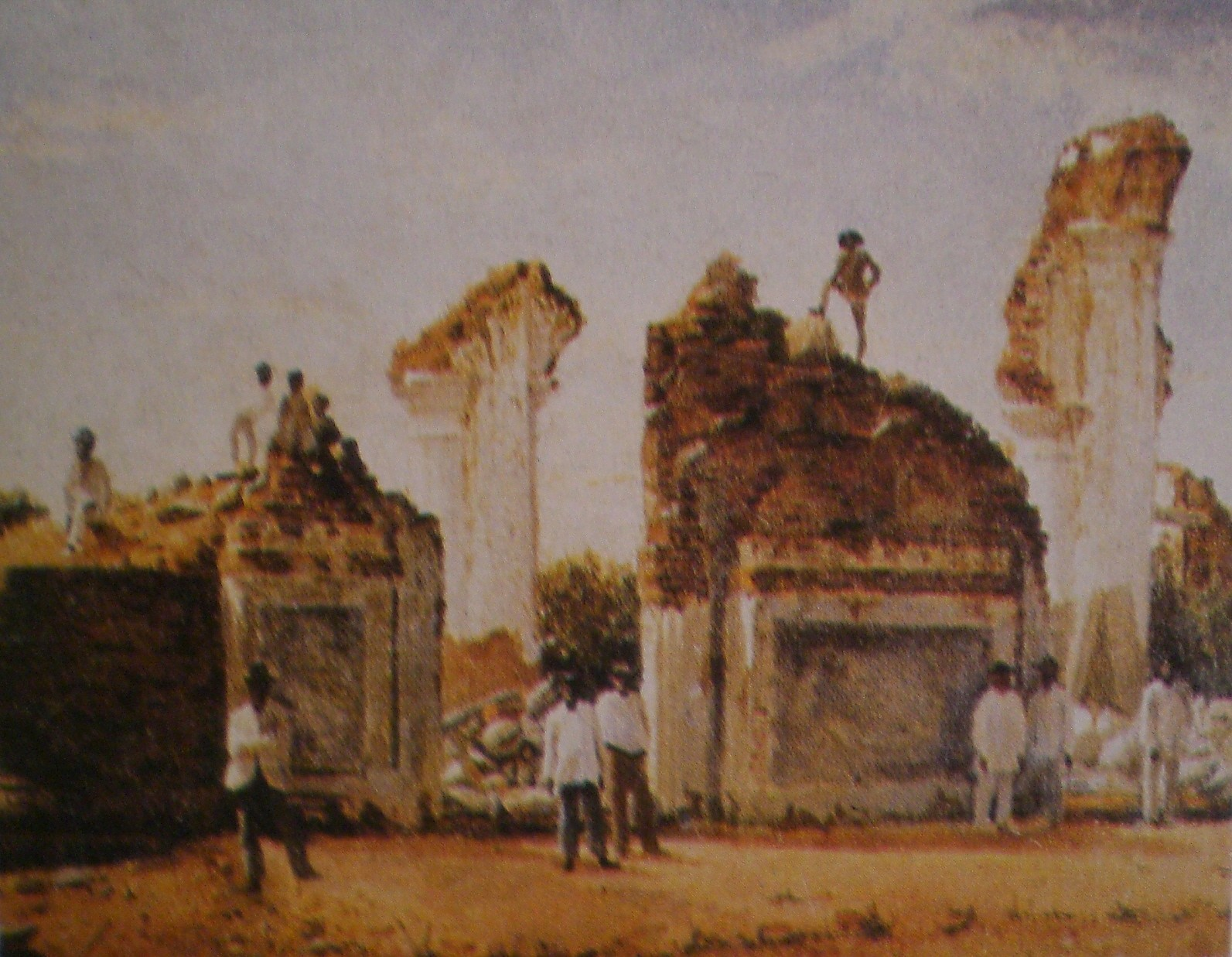
Ruinas de Cúa después del Terremoto de 1812, por el pintor cueño Cristóbal Rojas
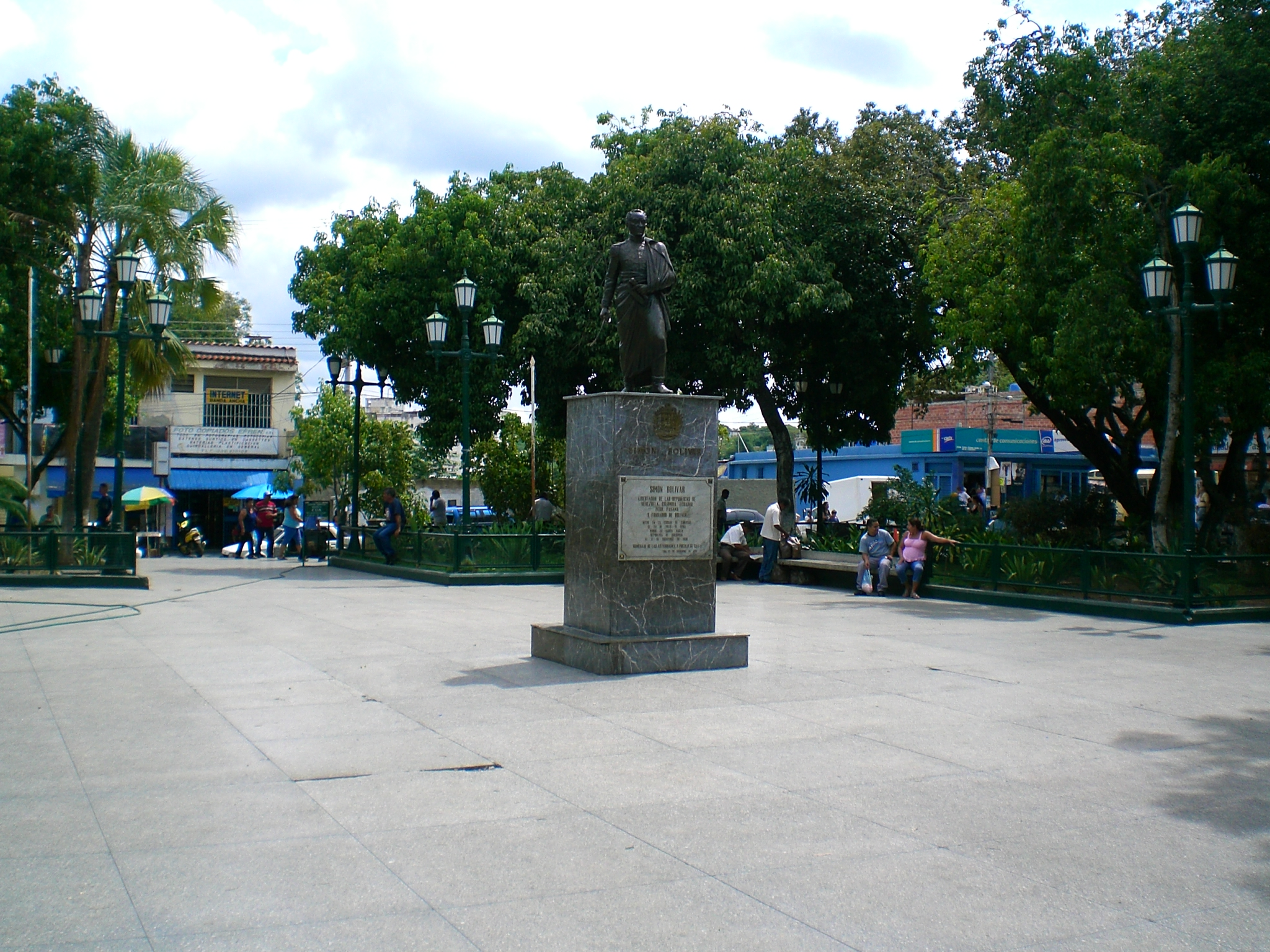
Plaza Bolívar
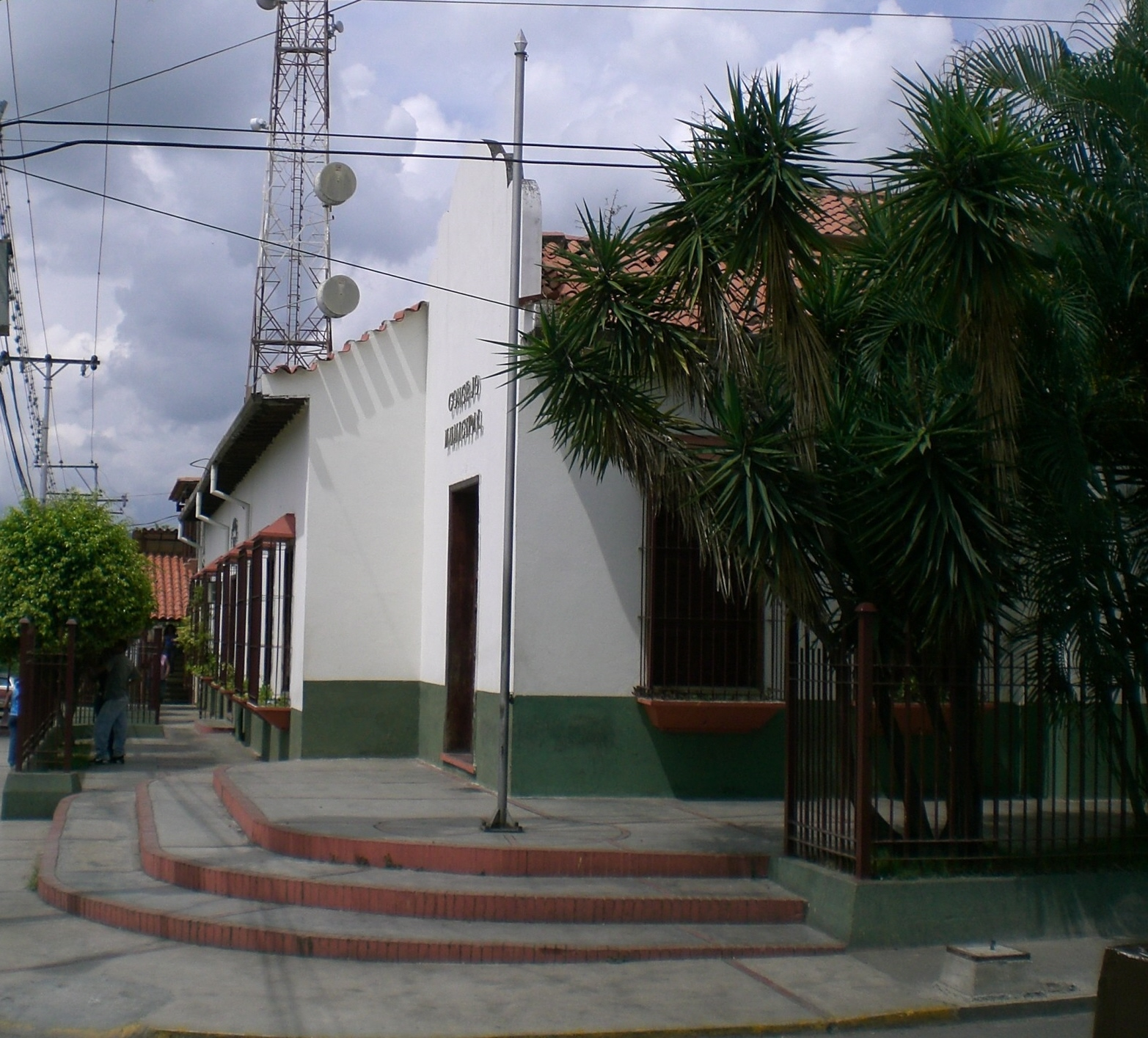
Concejo Municipal de Cúa